# Parteiprogramm von Neheim-Hüsten
Das Parteiprogramm von Neheim-Hüsten vom 1. März 1946 war eines der ersten Parteiprogramme der CDU, das im sauerländischen Neheim-Hüsten verabschiedet wurde. Mit ihm wurde die Loslösung vom „christlichen Sozialismus“ formuliert.

## Entstehung
Angesichts der Folgen des Zweiten Weltkrieges sprachen sich führender Politiker der neu gegründeten CDU wie Karl Arnold, Walter Dirks oder Jakob Kaiser für Eingriffe in die kapitalistische Eigentumsordnung sowie in gewissem Umfang für eine Lenkung der Wirtschaft aus. Bereits die Kölner Leitsätze aus dem Sommer 1945 forderten einen christlichen Sozialismus und die Befürworter setzten sich damit auch auf der Reichstagung der Partei in Godesberg im Dezember 1945 durch.
Konrad Adenauer dagegen lehnte Eingriffe in die Wirtschaft ab. Nicht zuletzt aus taktischen Gründen forderte er auch einen Verzicht auf den Sozialismusbegriff: „Mit dem Wort Sozialismus,“ so Adenauer im Sommer 1946, „gewinnen wir fünf Menschen und zwanzig laufen weg.“ Unmittelbar nach seiner Wahl zum Vorsitzenden in der britischen Zone begann er mit der Ausarbeitung eines Parteiprogramms.
Zwischen dem 26. Februar und dem 1. März 1946 fand  im Karolinen-Hospital in Neheim-Hüsten eine Tagung des Zonenausschusses der Christlich-Demokratischen Union für die britische Zone statt. Dort wurde Adenauer als Vorsitzender der CDU in der britischen Besatzungszone formell bestätigt.
Er nutzte die Gelegenheit, um dort unter Umgehung der eigentlich zuständigen rheinisch-westfälischen Programmkommission über seinen Programmentwurf abstimmen zu lassen.

## Inhalt
Auffallend ist der antimaterialistische Zug, dem die christliche Weltauffassung entgegengestellt wurde. In der Präambel hieß es: „Die CDU will ein neues, ein anderes Deutschland aufbauen. Die Epoche in der die materialistische Weltanschauung in Deutschland die geistige Grundlage wurde, Staat, Wirtschaft und Kultur beherrschte, soll zu Ende sein. Auch der Nationalsozialismus wurzelte in dieser Weltanschauung, er führte die ihr entstammenden Grundsätze bis zur äußersten Konsequenz durch. (...) An die Stelle der materialistische muss wieder die christliche Weltanschauung treten. (...)“
Der Begriff des christlichen Sozialismus war in dem Programm nicht mehr vorhanden. Wirtschaftspolitisch wurde zwar von einer Neuordnung der Wirtschaft und Gesellschaft und einer gerechten Verteilung des wirtschaftlichen Ertrages zur Überwindung des Klassenkampfes gesprochen, gleichzeitig wurde die wirtschaftliche Freiheit der Person und Anerkennung des Privateigentums betont. Allerdings hätte dies zu weichen gegenüber einem auch nach ethischen Grundsätzen höheren Recht. Damit war eine Sozialbindung des Eigentums angedeutet. Eine konkrete Vergesellschaftung von Teilen der Wirtschaft wurde als nicht praktikabel bezeichnet, da die deutsche Wirtschaft nicht frei sei. Bei späteren Regelungen würden wirtschaftliche und politische Erfordernisse, vor allem das Gemeinwohl entscheidend sein.
Daneben forderte das Programm die Aufrechterhaltung der Reichseinheit und die Schaffung eines demokratischen und föderalen Staates.

## Folgen
Adenauer meinte später, die Veranstaltung in Neheim-Hüsten sei eine entscheidende Weichenstellung der Partei gewesen, da dort die „Kräfte die eine zu starke Sozialisierung befürworteten“ überwunden wurden. Tatsächlich war die Debatte um den christlichen Sozialismus damit nicht beendet, aber der Spielraum dafür war nun enger geworden.
Deutlich stärker als im Neheim-Hüstener Programm kritisierte 1947 das Ahlener Programm die kapitalistische Wirtschaftsweise. Dieses war der Höhepunkt des kapitalismuskritischen Diskurses in der CDU, ohne jedoch den Begriff des christlichen Sozialismus zu verwenden. In den folgenden Jahren wurden bis etwa 1949 auch die gemeinwirtschaftlichen Konzepte, insbesondere von Adenauer zu Gunsten der Vorstellung einer sozialen Marktwirtschaft in der CDU zurückgedrängt.